# Morro do Leme
Le Morro do Leme est une colline (morro en portugais) située dans le quartier de Leme, dans la zone sud de la ville de Rio de Janeiro. Avec 124 mètres d'altitude, il est situé à l'est de la plage Praia do Leme et du Morro dos Urubus.
Le Morro abrite 12 hectares de forêt atlantique indigène, en plus de 16 hectares de forêt reboisée. La végétation de la colline comprend : palmiers indiens, jerivás, ficus, ipês jaunes, paineiras, broméliacées, cactus et orchidées.
À son sommet se trouve le fort Duque de Caxias, qui faisait partie du système défensif de la ville. Le fort a été construit à l'origine entre 1776 et 1779, et reconstruit entre 1913 et 1919. Au pied de la colline se trouve le Centre d'études du personnel, un établissement d'enseignement supérieur et technique de l'armée brésilienne.
La colline fait partie d'une zone de protection de l'environnement (APA). Créée le 12 novembre 1990 par le décret no 9779, l'APA englobe également les sites Morro dos Urubus, Pedra do Anel, Praia do Anel et Ilha da Cotunduba.